# Arachnognatha singaporicola
Arachnognatha singaporicola är en fjärilsart som beskrevs av Embrik Strand 1917. Arachnognatha singaporicola ingår i släktet Arachnognatha och familjen trågspinnare. Inga underarter finns listade i Catalogue of Life.